# Lange Gasse 7 (Iphofen)

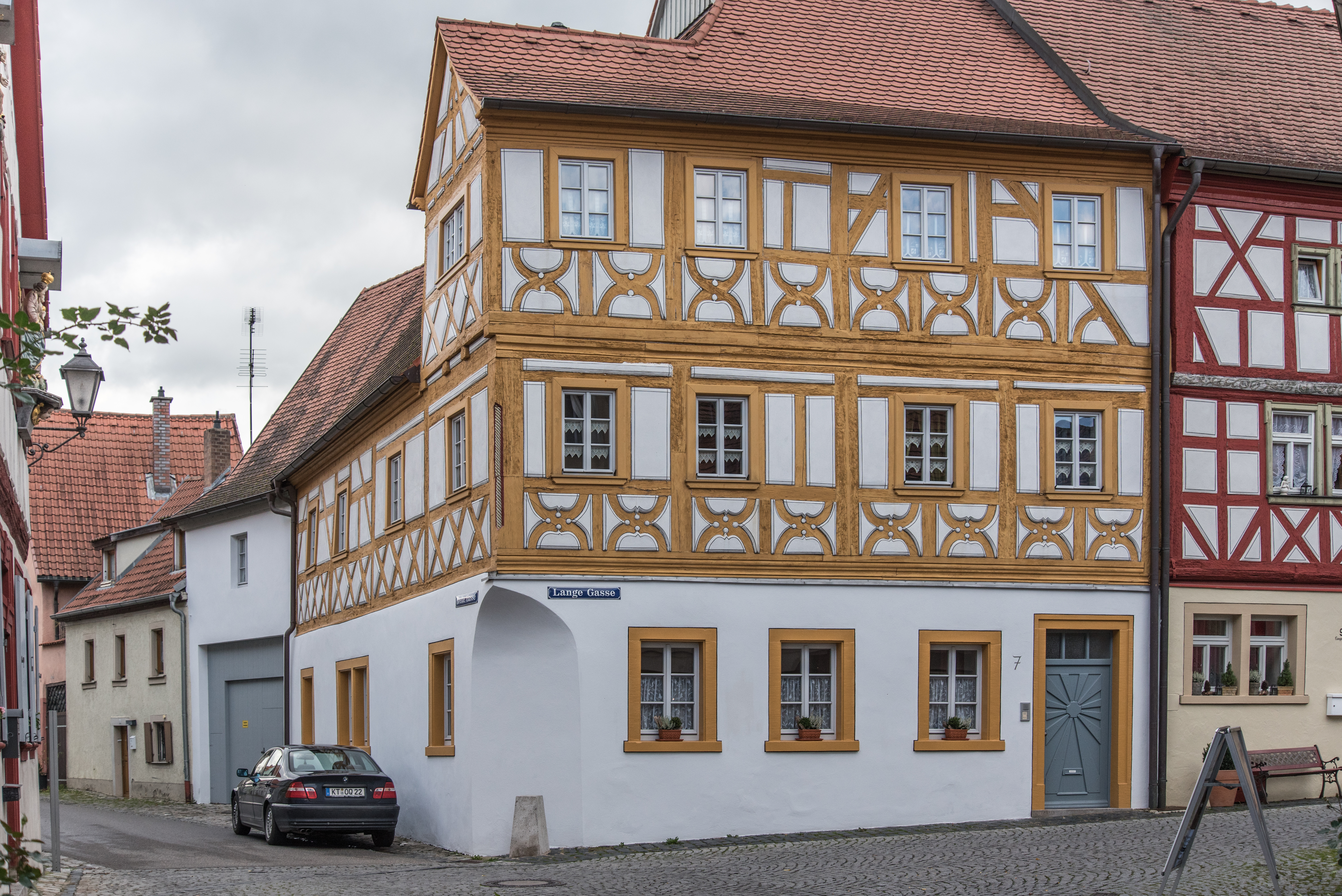
Das Haus Lange Gasse 7

Das Haus Lange Gasse 7 (früher Hausnummer 145) ist ein denkmalgeschütztes Gebäude in der Kernstadt des unterfränkischen Iphofen.

## Geschichte
Der heutige Bau entstammt wohl aus der Mitte des 16. Jahrhunderts, wurde allerdings nicht datiert. In der Denkmalliste wurde das Anwesen dagegen in das beginnende 18. Jahrhundert eingeordnet. Die schlanken Feuerböcke des Fachwerkobergeschosses lassen allerdings eher die frühere Datierung wahrscheinlicher werden. Es liegt in einer der wichtigeren Seitengassen der Altstadt und bildet den Übergang zwischen dem langgestreckten Marktplatz und den Nebenstraßen im Süden der Stadt.
Der Vorgängerbau von Haus Lange Gasse 7 war wohl ein giebelständiges Haus, das in seinem vorderen Teil mit einem Zwerchhaus überbaut wurde. Der rechte Teil wurde später nach hinten erweitert, sodass die charakteristische Form der Baulichkeit entstand. Das Haus wurde vom Bayerischen Landesamt für Denkmalpflege als Baudenkmal eingeordnet. Untertägige Überreste von Vorgängerbauten werden als Bodendenkmal geführt. Daneben ist es Teil des Ensembles Altstadt Iphofen.

## Beschreibung
Das Haus weist eine besondere Anordnung auf, die wohl auf die Geschichte des Baus zurückzuführen ist. Zur Langen Gasse hin entstand ein dreigeschossiges, traufständiges Wohnhaus. In Richtung Breiter Gasse errichtete man lediglich ein zweigeschossiges Gebäude, das in Richtung der Quergasse traufständig erbaut wurde. Es läuft in der linken Seite des Hauses aus, wobei hier eine Erhöhung um ein eingeschossiges Zwerchhaus vorgenommen wurde.
Das Erdgeschoss entstammt wohl dem 19. Jahrhundert und wurde massiv errichtet. Die Fachwerkobergeschosse sind dagegen älter und wurden einheitlich konzipiert. Gegliedert werden sie durch eng gestellte Ständer, die auch im Zwerchhaus aufgegriffen werden. Lediglich im rechten Teil des zweiten Stockwerks stört die ehemalige Giebelkante des Längsbaus die Harmonie, ein schräggestelltes Holz markiert den Übergang. Die Fassade an der Langen Gasse wurde durch die Anbringung von Feuerböcken mit Augen und Zwischenstielchen hervorgehoben. In der Quergasse wurde die Brüstung mit Andreaskreuzen aufgefüllt.